# Helina diluta
Helina diluta este o specie de muște din genul Helina, familia Muscidae. A fost descrisă pentru prima dată de Stein în anul 1900. Conform Catalogue of Life specia Helina diluta nu are subspecii cunoscute.